# بحر السماح
منطقة بحر السماح هي إحدى مناطق مدينة الزاوية في ليبيا, ويقطن هذه المنطقة قبيلة أولاد جربوع.
و سميت هذه المنطقة ببحر السماح نسبة إلى الشيخ (سيدي أحمد بن عبد الحميد بن إسماعيل بن قاسم بن الشيخ محمد بن سنان) الذي كان من أكابر علماء زمانه والذي قال فيه الشيخ عبد السلام الاسمر انه ((بحر السماح والكوكب الوضاح))
و توفي الشيخ سيدي بحر السماح سنة 979 هـ ودفن بهذه المنطقة، ويوجد مسجد اثري بالمنطقة يعرف بمسجد بحر السماح
و يحد المؤتمر من الشمال مؤتمر الزاوية الجديدة، ومن الغرب الزاوية القديمة، ومن الشرق مؤتمر جوددائم، ومن الجنوب الزاوية المركز
و في أثناء الثورة الليبية دارت معارك طاحنة بهذه المنطقة بالتحديد في «شارع عمر المختار» بين الثوار والكتائب.